# Max Perlich
Max Perlich (Cleveland, 28 marzo 1968) è un attore statunitense.

## Biografia
Nel 1989 esordisce nel cinema nel film Drugstore Cowboy di Gus Van Sant.
Nel 1997 recita nel film Il coraggioso accanto a Johnny Depp e Marlon Brando. Nel 1999 lavora con il regista William Malone nel film Il mistero della casa sulla collina. Nel 2006 fa parte del cast del film The Darwin Awards - Suicidi accidentali per menti poco evolute come spalla dei protagonisti Joseph Fiennes e Winona Ryder.

## Filmografia

### Cinema
- Una pazza giornata di vacanza (Ferris Bueller's Day Off), regia di John Hughes (1986)
- Il segreto della piramide d'oro (Vibes), regia di Ken Kwapis (1988)
- Un poliziotto al college (Plain Clothes), regia di Martha Coolidge (1988)
- California Skate (Gleaming the Cube), regia di Graeme Clifford (1989)
- Lost Angels, regia di Hugh Hudson (1989)
- Drugstore Cowboy, regia di Gus Van Sant (1989)
- Corso di anatomia (Gross Anatomy), regia di Thom Eberhart (1989)
- Horseplayer, regia di Kurt Voss (1990)
- Effetto allucinante (Rush), regia di Lili Fini Zanuck (1991)
- Liebestraum, regia di Mike Figgis (1991)
- Amore e magia (The Butcher's Wife), regia di Terry Hughes (1991)
- Cliffhanger - L'ultima sfida (Cliffhanger), regia di Renny Harlin (1993)
- Nata ieri (Born Yesterday), regia di Luis Mandoki (1993)
- Dead Beat, regia di Adam Dubov (1994)
- Maverick, regia di Richard Donner (1994)
- Georgia, regia di Ulu Grosbard (1996)
- Beautiful Girls, regia di Ted Demme (1996)
- The Grave, regia di Jonas Pate (1996)
- Il coraggioso (The Brave), regia di Johnny Depp (1997)
- Viaggio senza ritorno (Truth or Consequences N.M.), regia di Kiefer Sutherland (1997)
- Una rapina tira l'altra (The Curse of Inferno), regia di John Warren (1997)
- I Woke Up Early the Day I Died, regia di Aris Iliopulos (1998)
- Avenged, regia di Rift Kahn (1998)
- Goodbye Lover, regia di Roland Joffé (1998)
- Stazione Erebus (Sometimes They Come Back... for More), regia di Daniel Zelik Berk (1998)
- Il mistero della casa sulla collina (House on Haunted Hill), regia di William Malone (1999)
- Troppo pazze... poco serie (Desperate but Not Serious), regia di Bill Fishman (1999)
- Stanley's Gig, regia di Marc Lazard (2000)
- The Independent, regia di Stephen Kessler (2000)
- Blow, regia di Ted Demme (2001)
- Early Bird Special, regia di Mark Jean (2001)
- Net Worth, regia di Kenny Griswold (2001)
- Deuces Wild - I guerrieri di New York (Deuces Wild), regia di Scott Kalvert (2002)
- The Missing, regia di Ron Howard (2003)
- Sol Goode, regia di Danny Comden (2003)
- The Grey, regia di Shane Dax Taylor (2004)
- The Darwin Awards - Suicidi accidentali per menti poco evolute (The Darwin Awards), regia di Finn Taylor (2006)
- Seven Mummies, regia di Nick Quested (2006)
- Punk Love, regia di Nick Lyon (2006)
- Bullet, regia di Nick Lyon (2014)
- Amsterdam, regia di David O. Russell (2022)

### Televisione
- Homicide - serie TV, 34 episodi (1995-1997)
- Buffy l'ammazzavampiri (Buffy the Vampire Slayer) - serie TV, 2 episodi (1998)
- Lansky - Un cervello al servizio della mafia (Lansky), regia di John McNaughton – film TV (1999)
- Una mamma per amica (Gilmore Girls) - serie TV, 3 episodi (2001)
- Streghe (Charmed) - serie TV, 3 episodi (2005)
- Hawaii Five-0 - serie TV, 1 episodio (2012)
- Justified - serie TV, 4 episodi (2012-2014)
- Twin Peaks – serie TV, un episodio (2017)

## Doppiatori italiani
Nelle versioni in italiano delle opere in cui ha recitato, Max Perlich è stato doppiato da:
- Danilo De Girolamo in Nata ieri
- Fabrizio Manfredi in Cliffhanger - L'ultima sfida
- Luigi Ferraro in Stazione Erebus
- Francesco Pezzulli in Homicide
- Franco Mannella in Buffy l'ammazzavampiri
- Nanni Baldini in Lansky - Un cervello al servizio della mafia
- Luciano Roffi in Blow
- Francesco Meoni in Deuces Wild - I guerrieri di New York
- Roberto Stocchi in The Shield
- Enrico Pallini in The Missing
- Roberto Certomà in The Darwin Awards - Suicidi accidentali per menti poco evolute
- Mino Caprio in Burn Notice - Duro a morire
- Vladimiro Conti in Hawaii Five-0
- Gianni Bersanetti in Justified
- Francesco Cavuoto in Twin Peaks
- Flavio Aquilone in Cliffhanger - L'ultima sfida (ridoppiaggio)
- Luca Sandri in Lansky - Un cervello al servizio della mafia (ridoppiaggio)